# Разыскание об убиении евреями христианских младенцев и употреблении крови их
Разыскание о убиении евреями христианских младенцев и употреблении крови их (рус. дореф. Розысканіе о убіеніи евреями христіанскихъ младенцевъ и употребленіи крови ихъ; более известна как «Записка о ритуальных убийствах») — изданная в виде отдельной книги аналитическая записка, подготовленная в 1844 году по приказу министра внутренних дел Российской империи Л. А. Перовского, в которой хасидам приписывается употребление крови христиан в ритуальных целях. Хотя автором книги в ряде переизданий указан Владимир Даль, его авторство носит спорный характер.

## Содержание и структура книги
Книга состоит из вступления, четырёх глав и заключения.
Во вступлении рассказывается о народном поверье, что евреи «умерщвляют мученически христианских младенцев, нуждаясь для каких-то таинственных обрядов в невинной христианской крови». Согласно книге, хотя такие поверья повсеместно и считаются предрассудком, но «беспристрастный взгляд на самые делопроизводства, бывшие в подобных случаях, убеждает несомненно в истине действительности их». В главе «Талмуд» утверждается, что Талмуд евреи истолковывают таким образом, что кровь врага необходимо испить, а «христианина евреи считают первым врагом своим». В главе «Обратившиеся евреи и писатели» цитируются различные книги евреев, которые обратились в христианство, которые якобы раскрывают тайну, зачем евреям нужна кровь христиан.
Глава «Бывшие случаи злодейского изуверства евреев» содержит перечисление 134 пронумерованных случаев в хронологическим порядке «злодейского изуверства евреев». Глава разбита на 12 подглав по одной на каждое из столетий, начиная с IV века и заканчивая XIX. Последнее по времени событие, которое описывается в книге, произошло «в текущем 1844 году». В последней главе «Дело Велижское» подробно рассказывается о велижском деле (1823—1834).
В заключении книги утверждается, что «изуверный обряд этот не только не принадлежит всем вообще евреям, но даже, без всякого сомнения, весьма немногим известен». По мнению автора записки, «он существует только в секте хасидов».

## Критическая оценка книги
По своему содержанию книга является рефератом, составленным по материалам нескольких десятков польских и немецких антисемитских изданий XVII—XIX веков. Историк Владимир Хасин называет «Розыскание» «небрежной компиляцией» сочинений Гаудиенты Пикульского и Яна Серафимовича, полных средневековых предрассудков.
Ещё во второй половине XIX века сенатор Кастор Лебедев писал, что эта «брошюра замечательна по своему предмету, но бедна содержанием, лишена беспристрастного взгляда, не имеет достоинств учёного исследования и даже полного собрания сведений. Не ищите здесь ни точных источников, ни верных указаний, ни оценки событий»).
Российский исследователь мистического сектантства Александр Панченко обращает внимание на характер документа — фактически, это аналитическая записка, подготовленная по заказу Министерства внутренних дел, составленная, вероятно, несколькими авторами, направлена не против иудеев, а против тайных сект, в рамках ведшегося в те годы в Российской империи дискурса «сектоведения», в котором существовали свои собственные легенды о ритуальном убийстве. При этом он замечал, что «Розыскание о убиении евреями христианских младенцев и употреблении крови их» «…сыграло достаточно важную роль в импорте легенды о еврейском ритуальном убийстве в русский культурный обиход», а сама книга из «антисектантской» трансформировалась в «антисемитскую» в период становления русского антисемитизма в 3-й четверти XIX века.

## История книги

### Первое издание книги (1844)
Брошюра была издана в 1844 году Министерством внутренних дел под названием «Розыскание о убиении евреями христианских младенцев и употреблении крови их». Книга была выпущена ограниченным тиражом в 10 экземпляров Автор на обложке указан не был. Свободно книга не распространялась и широкой публике была неизвестна.
В архиве канцелярии министра внутренних дел сохранилось «Дело об обвинении евреев в ритуальных убийствах», которое велось с 4 марта по 9 сентября 1844 года. Согласно российскому филологу А. А. Панченко, в данном деле содержатся как корректурные листы «Розыскания…», так и его рукопись под названием «Розыскание о мученическом убиении Евреями христианских младенцев и о употреблении их крови», которая написана двумя почерками. Одним почерком написана основная часть текста, а вторым — внесены многочисленные вставки и поправки в текст (по мнению А. А. Панченко, первый — это почерк канцеляриста, а второй — похож на почерк В. Даля, впрочем графологической экспертизы текста не производилось).

### Первые упоминания о книге (с 1863)
Впервые о существовании книги упоминается лишь в 1863 году в каталоге Чертковской библиотеки, причём указан автор этой книги — Владимир Даль, а в аннотации к ней сказано, что на самой книге имеется надпись рукой В. Даля: «Книжнице Г. А. Черткова». В 1872 году в некрологе Владимира Даля в «Русском архиве», написанным П. И. Бартеневым, объясняется, что эта редкая книга попала в Чертковскую библиотеку 28 октября 1859 года, когда Владимир Даль переселился в Москву и подарил библиотеке все свои служебные и исторические бумаги, а сам занялся составлением «Толкового словаря живого великорусского языка». Также в этом некрологе утверждается, что именно В. Даль был автором этой книги:

В 1841 году брат В. А. Перовского, товарищ министра уделов и министр внутренних дел, Лев Алексеевич убедил Даля перейти к нему на службу в Петербург. В должности секретаря и чиновника особых поручений при Перовском, Даль прослужил восемь лет, причём в товариществе с Н. А. Милютиным составлял и вводил Городовое Положение Петербурга. Современники передают, что он был, что называется, правою рукою Перовского, в достопамятное его управление министерством внутренних дел. В числе множества поручений, напечатал он тогда (1844) чрезвычайно редкие ныне книжки о скопческой ереси и розыскание о убиении Евреями христианских младенцев и употреблении крови их.
В том же 1872 году, в другом некрологе В. Даля в журнале «Всемирная иллюстрация», также сообщается о существовании этого издания. Согласно некрологу, работая в качестве чиновника особых поручений при министре внутренних дел Л. А. Перовском, В. И. Даль «напечатал по службе брошюру (1844 г.): „О скопческой ереси“ и другую „Об убивании евреями христианских младенцев“ — не выпущенные в публику».
В дальнейшем в биографиях В. Даля в различных справочных изданиях указывалось, что именно он автор этой книги. Например, в «Справочном словаре о русских писателях и учёных, умерших в XVIII и XIX столетиях», написанным библиографом Г. Геннади в 1876 году, в статье «Даль, Владимир Ив.» указано, что он в 1844 году написал брошюру об убиении Евреями христианских младенцев. Также об авторстве Даля говорится в биографической статье о нём в Энциклопедическом словаре Брокгауза и Ефрона (1893), где сказано, что в 1844 году он написал брошюру «Об убивании евреями христианских младенцев».

### Неудачная попытка переиздания (1869—1870)
В предисловии к изданию 1913 года рассказывается история неудачной попытки издания книги «Розыскание о убиении евреями христианских младенцев и употреблении крови их», ссылаясь на статью публициста Н. П. Гилярова (1875), неопубликованное предисловие П. И. Бартенева, книгу И. Лютостанского (1876) и воспоминания владельца экземпляра книги В. М. Остроглазова.
Согласно этой истории, основатель и издатель исторического журнала «Русский архив» Пётр Бартенев осенью 1869 года, заручившись согласием Владимира Даля, решил перепечатать эту книжку в своём журнале, снабдив её своим предисловием. Книга была отдана в типографию Мамонтова в Москве и должна была быть напечатана в «Русском архиве» за 1870 год (кол. 1105—1136). Книгу разрезали на части и начали набирать, но один из наборщиков типографии (еврей по национальности) «дал знать своему кагалу и, по общему совету, тот же наборщик ночью выбил стекло в типографии, влез туда, рассыпал весь набранный шрифт, находившуюся там часть разрезанных листов сочинения Даля хапнул и канул в неизвестность». Полиция его разыскивала в обеих столицах, но безрезультатно. В итоге, книга издана не была. «Сохранились лишь восемь печатных страниц из „Русского Архива“, издания 1870 года, на которых перепечатаны первые страницы из книги».

### Записка В. В. Скрипицына (1878)
Впервые сама записка была издана для широкой публики лишь в 1878 году в газете «Гражданин» (№ 23-25, № 26 и № 27-28) князя Владимира Мещерского под названием «История евреев», причём её автор сначала указан не был и в редакционном пояснении сообщалось лишь, что он «весьма авторитетное лицо». Также там было сказано, что, в вышедшей в 1876 году, книге Ипполита Лютостанского «Вопрос об употреблении евреями-сектантами христианской крови для религиозных целей» «многие факты, изложенные в настоящей записке, приведены, но в неполном и даже перепутанном виде — притом без всякого указания, откуда они заимствованы». После последней опубликованной части записки было добавлено следующее заключение от редакции:

Здесь оканчивается напечатанная нами без пропусков записка того авторитетного лица, о коем мы заметили в начале статьи. Теперь приводим настоящее заглавие этого первостепенной важности документа, сделавшегося уже, конечно, достоянием истории, так как он был составлен в 1844 г. Вот подлинное заглавие записки: «Сведения о убийствах евреями христиан для добывания крови. Составлено тайным советником Скрипицыным (директором департамента иностранных исповеданий), по распоряжению министра внутренних дел, графа Перовского, для представления государю императору Николаю I, наследнику цесаревичу, великим князьям и членам государственного совета».

Публикация привлекла большой общественный интерес. Так, во время резонансного «кутаисского дела» (1878—1879) адвокат П. А. Александров в своей защитной речи, которая потом многократно переиздавалась, активно цитировал и критиковал текст «Из истории евреев», приписываемый В. В. Скрипицыну.

### Записка о ритуальных убийствах (1913)
В 1913 году, в преддверии дела Бейлиса, в продажу поступила книга «Записка о ритуальных убийствах», на обложке которой в качестве автора был указан Владимир Даль. Книга состояла из двух частей — длинного предисловия неизвестного автора об истории этой книги и основной части, содержащей «Розыскание о убиении евреями христианских младенцев и употреблении крови их». В книге приводилось изображение обложки издания 1844 года, а также текст «Розыскания…» был снабжён многочисленными примечаниями, в которых отмечались разногласия с изданием текста В. В. Скрипицына. В дальнейшем книга многократно переиздавалась в этой редакции под тем же названием «Записка о ритуальных убийствах» и с указанием В. И. Даля в качестве автора.

## Вопрос об авторстве
Вокруг авторства книги в русском обществе возникла острая политико-идеологическая дискуссия.
Одним из наиболее вероятных авторов записки обычно называют Владимира Даля, но вопрос этот остаётся спорным. В качестве автора ряд исследователей называли директора департамента духовных дел иностранных исповеданий тайного советника Валерия Скрипицына либо ставшего в 1844 году губернатором Волынской губернии генерал-майор Ивана Каменского, который в 1844 году составил и издал анонимную брошюру «Сведения об убийствах евреями христиан для добывания крови».
Исследуя вопрос об авторстве «Записки», Семён Резник в статье «Кровавый навет в России», опираясь на текстологический анализ, пишет, что автором этого документа был именно Скрипицын, а Далю этот труд был приписан позднее. Авторство Даля отвергали также историк Савелий Дудаков (он считал автором не самого Скрипицына, а кого-то из сотрудников его департамента), специалист по творчеству Даля Ю. П. Фесенко (он писал: «по небрежному стилю, по отсутствию признаков научного исследования, по абсолютной компилятивности, „вторичности“ сей „труд“ никак не может принадлежать Далю»), наиболее авторитетный биограф Даля Владимир Порудоминский.
Александр Панченко, называя исследование Резника «наиболее развернутым, хотя и не слишком профессиональным», считает, что аргументов исследователей, отвергающих версию авторства Даля, недостаточно для окончательного решения вопроса об авторстве. По мнению Панченко, автором «Розыскания о убиении евреями христианских младенцев и употреблении крови их» вполне мог быть Даль, что отнюдь не говорит о его антисемитизме, хотя Даль разделял пренебрежительное отношение к евреям, характерное для многих представителей тогдашней образованной элиты Российской империи. Панченко полагает, что только вводная и заключительная части «Записки», возможно, были написаны Далем.

## Возможный запрет книги в России
Решением Ленинского районного суда города Оренбурга от 26 июля 2010 года брошюра с похожим названием «Записки о ритуальных убийствах» (название во множественном числе, автор В. И. Даль, выходные данные не указаны) признана экстремистской и внесена Министерством юстиции России в Федеральный список экстремистских материалов под номером 1494. Однозначно определить содержание запрещённого в России книжного печатного издания затруднительно, так как данное решение суда в базе данных ГАС РФ «Правосудие» и на сайте суда отсутствуют.

## Издания

### Без указания автора
- Розысканіе о убіеніи евреями христіанскихъ младенцевъ и употребленіи крови ихъ. Напечатано по приказанию Г. Министра Внутреннихъ Дѣлъ. — СПб., 1844. — 153 с. — 10 экз.

### Приписываемые В. И. Далю
- Розысканіе о убіеніи евреями христіанскихъ младенцевъ и употребленіи крови ихъ. Напечатано по приказанию Г. Министра Внутреннихъ Дѣлъ. : 1884. — Даль В. И. Полное собрание сочинений в прижизненных публикациях. — Петрозаводск: Петрозаводский государственный университет, кафедра русской литературы и журналистики, 2001. — 172 с.
- Даль В. И. Записка о ритуальныхъ убійствахъ. — СПб.: Тип. Суворина, 1913. — 127 с.
- Даль В. И. Записка о ритуальныхъ убійствахъ. — 2 изд. — СПб.: Тип. Суворина, 1914. — 127 с.
- Даль В. И. Розыскание о убиении евреями христианских младенцев и употреблении крови их. // Сб. «Кровь в верованиях и суевериях человечества». — СПб.: София, 1995. 480 с. ISBN 5-87316-017-1.
- Даль В. И. Записка о ритуальных убийствах. — М.: Витязь, 1995. — 110 с.
- Даль В. И. Записка о ритуальных убийствах. — М.: Витязь, 2000. — 110 с. — ISBN 5-86523-064-6.
- Даль В. И. Записка о ритуальных убийствах. — М.: Русская Правда, 2011. — 79, (1) с. — ISBN 978-5-86523-017-5.
- Даль В. И. Записка о ритуальных убийствах. — Тбилиси: Тбилисский государственный университет, 2013. — 68 с. — ISBN 5424127363.

### Приписываемые В. В. Скрипицыну
- Свѣденія о убійствахъ евреями христіанъ для добыванія крови. Составлено тайнымъ совѣтникомъ Скрипицынымъ (директоромъ департамента иностранныхъ исповеданій), по распоряженію министра внутреннихъ дѣлъ, графа Перовскаго, для представленія Государю Императору Николаю I, Наслѣднику Цесаревичу, Великимъ Князьямъ и членамъ государственнаго совѣта. — СПб., 1844. [По мнению С. Резника[25], данное исследование 1844 года, которое в 1878 году было перепечатано в «Гражданине», представляло собой не изданную книгу, а рукопись].
- Къ исторіи евреевъ // «Гражданин», 1878, № 23 — 25, стр. 485—495; № 26, стр. 513—522; № 27 — 28. [Перепечатка исследования 1844 года «Свѣденія о убійствахъ евреями христіан для добыванія крови», составленного Скрипицыным].

## Экземпляры первого издания
Первое издание книги вышло в 1844 году крайне ограниченным тиражом (по одним данным, в 10 экземпляров, по другим — 15-20), причём большинство экземпляров книги было уничтожено. В связи с этим, каждый из этих экземпляров имеет большую библиографическую ценность. Известно о существовании лишь следующих экземпляров:
- Экземпляр Бартенева-Остроглазова. Экземпляр принадлежал В. И. Далю, который подарил его П. И. Бартеневу, а тот продал его В. М. Остроглазову. После смерти Остроглазова в 1907 году вся его книжная коллекция, включая эту книгу, пожертвована библиотеке Московского университета[27]. Экземпляр был разрезан, а потом вновь переплетён. В книге отсутствуют оригинальные страницы 73-82, посвящённые велижскому делу, но они восстановлены: стр. 73-79 переписаны рукой П. И. Бартенева, а стр. 80-82 — рукой неизвестного[27]. На экземпляре книги имеются надписи. На переплёте рукой В. М. Остроглазова написано синим карандашом: «Рѣдчайшая книга!!! Извѣстно, что эта книжка находится только в Библіотекѣ А. Б. Лобанова-Ростовскаго. В. Остроглазовъ. 1906. X. 3», а также там имеется надпись чёрным карандашом: «Куплена сія книга у Петра Ивановича Бартенева, который продалъ её мне по моимъ усиленнымъ просьбамъ. Книга эта была подарена Бартеневу Далемъ. В. Остроглазовъ. 1906. X. 3»[27]. На вплетённом перед заглавием листке написано чернилами: «Книжка эта написана В. И. Далемъ, по порученію Л. А. Перовскаго, по бумагамъ министерства внутр. дѣл (въ 1862 г. истребленнымъ въ большой пожаръ) и отпечатана чуть-ли не въ 10 только экземплярахъ. Возвратившись осенью 1869 г. изъ первой моей поѣздки в Одессу, я передавалъ В. И. Далю объ ужасах Еврейскаго усиленія въ тамошнемъ краѣ, сообщенных мнѣ там архіеписк. Димитріемъ. По соглашенію съ Далемъ, вздумалъ я перепечатать эту книжку в Русском Архивѣ съ моимъ предисловіемъ. Шло печатаніе ея въ типографіи Мамонтова, какъ оттуда пришли мнѣ объявить, что еврей-наборщикъ похитилъ нѣсколько листковъ и скрылся изъ Москвы. А. И. Мамонтовъ нарочно ѣздил въ Петербургъ, чтобы достать похищенное по другому экземпляру, но не могъ найти онаго. Позднѣе я списалъ похищенное изъ экз. князя А. Б. Лобанова-Ростовскаго. Петръ Бартеневъ»[27]. На вшитых после заглавия почтовых листках бумаги рукой В. М. Остроглазова написано «Эта книжка чрезвычайно рѣдкая»[27]. На 1-й странице рукой П. И. Бартенева помечено: «„NB“. Эти заголовки набирать круп. курс. и поместить в начале абзаца»[13]. Также на экземпляре имеются отметки фамилий наборщиков, между которыми были распределены разные отделы книги: «Матюшкин, стр. 1 — 17, 51 — 62; Шибаев, стр. 17 — 50, Пахомов, стр. 63 — 72, 106 — ; Бахар… стр. 83 — 93, Пашков, стр. 93 — 106»[13]. В конце экземпляра, в виде приложения, вклеено восемь печатных страниц из «Русского Архива», издания 1870 года, на которых перепечатаны первые страницы из книги «Розыскание о убиении евреями христианских младенцев и употреблении крови их», а также предисловие П. И. Бартенева о деле в 1852—1853 гг. об умерщвлении в Саратове двух христианских мальчиков[27]. Согласно электронному каталогу Научной библиотеки МГУ, в отделе редких книг и рукописей библиотеки, в архивном фонде № 33 хранится коллекция В. М. Остроглазова из 281 единицы хранения, однако самая ранняя книга — 1849 года[28].
- Экземпляр Даля в Чертковской библиотеке. Передан В. Далем в Чертковскую библиотеку 28 октября 1859 года[9]. На книге имеется надпись рукой В. Даля: «Книжнице Г. А. Черткова»[7]. По мнению С. Е. Резника[25], экземпляр Остроглазова и экземпляр из Чертковской библиотеки мог быть одной и той же книгой, которую П. И. Бартенев, управлявший этой библиотекой с 1859 по 1873 годы, мог забрать себе, а потом продать В. М. Остроглазову как собственный экземпляр.
- Экземпляр Лобанова-Ростовского. Книга хранилась в коллекции князя А. Б. Лобанова-Ростовского. Известно, что именно из этого экземпляра переписывались утраченные страницы в экземпляре Бартенева-Остроглазова[13][27]. После смерти князя в 1896 году большая часть его библиотеки была приобретена императором Николаем II и хранилась в Зимнем дворце, другая же часть библиотеки была продана графу В. Н. Панину[29]. После 1917 г. книжная коллекция А. Б. Лобанова-Ростовского, находящаяся в собрании Николая II, оказалась в нескольких библиотеках страны[29]. Значительная её часть хранится в Научной библиотеке Государственного Эрмитажа, также существенная часть собрания попала в фонды Российской государственной библиотеки (РГБ)[29]. Согласно электронному каталогу РГБ[30], книга «Розыскание о убиении евреями христианских младенцев и употреблении крови их» 1844 года издания хранится в Российской государственной библиотеке.
- Экземпляр виденный Березиным. Н. И. Березин писал[4]: «На экземпляре виденном мною была следующая, современная изданию книги, надпись „Печатать 10 экземпляров“». Год и места издания на экземпляре не были указаны[4]. Где и у кого Березин видел этот экземпляр книги неизвестно.
- Экземпляры Перовского. Согласно воспоминаниям О. Пржецлавского[26], в министерстве внутренних дел графа Л. А. Перовского оставалось не более трёх экземпляров книги. Из них, один экземпляр книги министр подарил директору департамента общих дел МВД А. А. Гвоздеву, а после смерти последнего он на короткое время попал к О. Прежцлавскому.